# Joaquim Bargalló Borràs
Joaquim Bargalló Borràs (Reus, 19 de maig de 1909 - segle XX) va ser un escriptor i poeta català.
De ben jove publicà en diverses revistes culturals reusenques, com ara el Butlletí d'assaigs de l'Agrupació Cultural ja en la seva primera època mecanografiada i a Estudis: revista de l'Associació Cultural. Va ser membre de la «Colla del Nap» formada per joves d'entre 16 i 20 anys al primer quart del segle xx, i com a tal un dels fundadors de l'Agrupació Cultural, entitat que tractava temes socials i culturals de la ciutat de Reus. A l'Exposició de Barcelona de 1929 va col·laborar en la Festa de la Poesia del Dia de Reus i Comarca. Publicà poemes i assaigs a la Revista del Centre de Lectura. Va escriure quasi sempre en castellà, i en la postguerra va participar en la «Peña del Laurel» amb Josep Maria Arnavat, Francesc Tous, Pere Calderó i altres i en algunes tertúlies literàries de caràcter progressista. A partir del 1952 va escriure assíduament a Reus: semanario de la ciudad.
Algunes obres seves són: Poemas triangulares de la ciudad, del mar, de la montaña (1969), l'obra de teatre El retorn (veus al desert) (1974, amb traducció castellana el 1987), i un tractat de taquigrafia. Xavier Amorós diu que «era un curiós personatge que escrivia poemes i teatre en castellà i ho publicava amb el pseudònim de Fabian Ícaro».